# Hybolasius castaneus
Hybolasius castaneus là một loài bọ cánh cứng trong họ Cerambycidae.